# Olaszország a 2002. évi téli olimpiai játékokon
Olaszország az egyesült államokbeli Salt Lake Cityben megrendezett 2002. évi téli olimpiai játékok egyik részt vevő nemzete volt. Az országot az olimpián 12 sportágban 109 sportoló képviselte, akik összesen 13 érmet szereztek.

## Érmesek
| Érem  | Versenyző                                                                          | Sportág                    | Versenyszám                |
| ----- | ---------------------------------------------------------------------------------- | -------------------------- | -------------------------- |
| Arany | Daniela Ceccarelli                                                                 | Alpesisí                   | Női szuperóriás-műlesiklás |
| Arany | Stefania Belmondo                                                                  | Sífutás                    | Női 15 km                  |
| Arany | Gabriella Paruzzi                                                                  | Sífutás                    | Női 30 km                  |
| Arany | Armin Zöggeler                                                                     | Szánkó                     | Férfi egyes                |
| Ezüst | Isolde Kostner                                                                     | Alpesisí                   | Női lesiklás               |
| Ezüst | Michele Antonioli Maurizio Carnino Fabio Carta Nicola Franceschina Nicola Rodigari | Rövidpályás gyorskorcsolya | Férfi 5000 m váltó         |
| Ezüst | Giorgio Di Centa Fabio Maj Pietro Piller Cottrer Nicola Rodigari                   | Sífutás                    | Férfi 4 × 10 km váltó      |
| Ezüst | Stefania Belmondo                                                                  | Sífutás                    | Női 30 km                  |
| Bronz | Karen Putzer                                                                       | Alpesisí                   | Női szuperóriás-műlesiklás |
| Bronz | Barbara Fusar-Poli Maurizio Margaglio                                              | Műkorcsolya                | Jégtánc                    |
| Bronz | Cristian Zorzi                                                                     | Sífutás                    | Férfi egyéni sprint        |
| Bronz | Stefania Belmondo                                                                  | Sífutás                    | Női 10 km                  |
| Bronz | Lidia Trettel                                                                      | Snowboard                  | Női parallel giant slalom  |

## Alpesisí
Férfi
| Versenyző             | Versenyszám            | 1. futam      | 1. futam      | 2. futam      | 2. futam      | Összesítés    | Összesítés    |
| Versenyző             | Versenyszám            | Idő           | Hely.         | Idő           | Hely.         | Idő           | Helyezés      |
| --------------------- | ---------------------- | ------------- | ------------- | ------------- | ------------- | ------------- | ------------- |
| Giancarlo Bergamelli  | Műlesiklás             | nem ért célba | nem ért célba | kiesett       | kiesett       | kiesett       | kiesett       |
| Massimiliano Blardone | Óriás-műlesiklás       | 1:12,72       | 2.            | 1:12,15       | 17.           | 2:24,87       | 8.            |
| Kristian Ghedina      | Lesiklás               |               |               |               |               | 1:42,54       | 35.           |
| Alessandro Fattori    | Lesiklás               |               |               |               |               | 1:41,24       | 19.           |
| Alessandro Fattori    | Szuperóriás-műlesiklás |               |               |               |               | nem ért célba | nem ért célba |
| Roland Fischnaller    | Lesiklás               |               |               |               |               | 1:40,85       | 17.           |
| Roland Fischnaller    | Szuperóriás-műlesiklás |               |               |               |               | 1:23,87       | 17.           |
| Alan Perathoner       | Műlesiklás             | nem ért célba | nem ért célba | kiesett       | kiesett       | kiesett       | kiesett       |
| Alexander Ploner      | Óriás-műlesiklás       | 1:12,86       | 6.            | nem ért célba | nem ért célba | kiesett       | kiesett       |
| Alessandro Roberto    | Óriás-műlesiklás       | 1:14,65       | 29.           | 1:12,88       | 22.           | 2:27,53       | 22.           |
| Giorgio Rocca         | Műlesiklás             | nem ért célba | nem ért célba | kiesett       | kiesett       | kiesett       | kiesett       |
| Giorgio Rocca         | Óriás-műlesiklás       | 1:14,91       | 33.           | 1:12,94       | 23.           | 2:27,85       | 26.           |
| Kurt Sulzenbacher     | Lesiklás               |               |               |               |               | 1:41,56       | 22.           |
| Kurt Sulzenbacher     | Szuperóriás-műlesiklás |               |               |               |               | 1:26,44       | 26.           |
| Patrick Staudacher    | Szuperóriás-műlesiklás |               |               |               |               | 1:23,95       | 18.           |
| Edoardo Zardini       | Műlesiklás             | nem ért célba | nem ért célba | kiesett       | kiesett       | kiesett       | kiesett       |

| Versenyző          | Versenyszám | Lesiklás | Lesiklás | Műlesiklás    | Műlesiklás    | Műlesiklás | Műlesiklás | Műlesiklás | Műlesiklás | Összesítés | Összesítés |
| Versenyző          | Versenyszám | Lesiklás | Lesiklás | 1. futam      | 1. futam      | 2. futam   | 2. futam   | Össz.      | Össz.      | Összesítés | Összesítés |
| Versenyző          | Versenyszám | Idő      | Hely.    | Idő           | Hely.         | Idő        | Hely.      | Idő        | Hely.      | Idő        | Helyezés   |
| ------------------ | ----------- | -------- | -------- | ------------- | ------------- | ---------- | ---------- | ---------- | ---------- | ---------- | ---------- |
| Alessandro Fattori | Összetett   | 1:40,15  | 8.       | 50,30         | 17.           | 55,12      | 13.        | 1:45,42    | 15.        | 3:25,57    | 13.        |
| Patrick Staudacher | Összetett   | 1:39,23  | 3.       | 49,51         | 12.           | 53,73      | 9.         | 1:43,24    | 11.        | 3:22,47    | 7.         |
| Kurt Sulzenbacher  | Összetett   | 1:41,49  | 17.      | nem ért célba | nem ért célba | kiesett    | kiesett    | kiesett    | kiesett    | kiesett    | kiesett    |

Női
| Versenyző          | Versenyszám            | 1. futam      | 1. futam      | 2. futam | 2. futam | Összesítés    | Összesítés    |
| Versenyző          | Versenyszám            | Idő           | Hely.         | Idő      | Hely.    | Idő           | Helyezés      |
| ------------------ | ---------------------- | ------------- | ------------- | -------- | -------- | ------------- | ------------- |
| Silke Bachmann     | Műlesiklás             | 55,69         | 22.           | 57,25    | 20.      | 1:52,94       | 18.           |
| Silke Bachmann     | Óriás-műlesiklás       | 1:17,92       | 16.*          | 1:16,02  | 15.      | 2:33,94       | 16.           |
| Patrizia Bassis    | Lesiklás               |               |               |          |          | 1:41,56       | 17.           |
| Patrizia Bassis    | Szuperóriás-műlesiklás |               |               |          |          | nem ért célba | nem ért célba |
| Daniela Ceccarelli | Lesiklás               |               |               |          |          | 1:42,03       | 20.           |
| Daniela Ceccarelli | Szuperóriás-műlesiklás |               |               |          |          | 1:13,59       |               |
| Nicole Gius        | Műlesiklás             | 55,57         | 21.           | 55,44    | 10.      | 1:51,01       | 10.           |
| Nicole Gius        | Óriás-műlesiklás       | 1:18,58       | 22.           | 1:16,96  | 20.      | 2:35,54       | 19.           |
| Denise Karbon      | Műlesiklás             | nem ért célba | nem ért célba | kiesett  | kiesett  | kiesett       | kiesett       |
| Denise Karbon      | Óriás-műlesiklás       | 1:17,75       | 14.           | 1:15,81  | 12.*     | 2:33,56       | 14.           |
| Isolde Kostner     | Lesiklás               |               |               |          |          | 1:40,01       |               |
| Isolde Kostner     | Szuperóriás-műlesiklás |               |               |          |          | 1:14,99       | 13.           |
| Karen Putzer       | Óriás-műlesiklás       | 1:17,43       | 13.           | 1:15,51  | 7.*      | 2:32,94       | 10.           |
| Karen Putzer       | Szuperóriás-műlesiklás |               |               |          |          | 1:13,86       |               |
| Lucia Recchia      | Lesiklás               |               |               |          |          | 1:42,80       | 24.           |
| Sonia Vierin       | Műlesiklás             | nem ért célba | nem ért célba | kiesett  | kiesett  | kiesett       | kiesett       |

| Versenyző          | Versenyszám | Műlesiklás | Műlesiklás | Műlesiklás | Műlesiklás | Műlesiklás | Műlesiklás | Lesiklás | Lesiklás | Összesítés | Összesítés |
| Versenyző          | Versenyszám | 1. futam   | 1. futam   | 2. futam   | 2. futam   | Össz.      | Össz.      | Lesiklás | Lesiklás | Összesítés | Összesítés |
| Versenyző          | Versenyszám | Idő        | Hely.      | Idő        | Hely.      | Idő        | Hely.      | Idő      | Hely.    | Idő        | Helyezés   |
| ------------------ | ----------- | ---------- | ---------- | ---------- | ---------- | ---------- | ---------- | -------- | -------- | ---------- | ---------- |
| Patrizia Bassis    | Összetett   | 52,16      | 27.        | 49,20      | 28.        | 1:41,36    | 27.        | 1:16,72  | 5.       | 2:58,08    | 21.        |
| Daniela Ceccarelli | Összetett   | 48,35      | 20.        | 46,71      | 22.        | 1:35,06    | 20.        | 1:16,75  | 6.       | 2:51,81    | 15.        |
| Lucia Recchia      | Összetett   | 48,88      | 21.        | 46,94      | 23.        | 1:35,82    | 21.        | 1:17,28  | 11.      | 2:53,10    | 18.        |
| Elena Tagliabue    | Összetett   | 49,03      | 22.        | 47,27      | 24.        | 1:36,30    | 23.        | 1:17,66  | 14.      | 2:53,96    | 19.        |

* - egy másik versenyzővel azonos eredményt ért el

## Biatlon
Férfi
| Versenyző                                                       | Versenyszám           | Lövőhiba    | Időeredmény | Helyezés |
| --------------------------------------------------------------- | --------------------- | ----------- | ----------- | -------- |
| René Cattarinussi                                               | 10 km sprint          | 1 (0+1)     | 26:37,3     | 22.      |
| René Cattarinussi                                               | 12,5 km üldözőverseny | 1 (0+0+1+0) | 35:00,9     | 20.      |
| René Cattarinussi                                               | 20 km egyéni          | 2 (0+1+0+1) | 54:57,2     | 21.      |
| Devis Da Canal                                                  | 10 km sprint          | 2 (0+2)     | 28:25,9     | 68.      |
| Paolo Longo                                                     | 10 km sprint          | 0 (0+0)     | 27:31,9     | 49.      |
| Paolo Longo                                                     | 12,5 km üldözőverseny | 1 (0+0+0+1) | 36:38,8     | 37.      |
| Paolo Longo                                                     | 20 km egyéni          | 1 (0+1+0+0) | 56:11,9     | 33.      |
| Wilfried Pallhuber                                              | 10 km sprint          | 1 (0+1)     | 27:35,7     | 50.      |
| Wilfried Pallhuber                                              | 12,5 km üldözőverseny | 2 (1+1+0+0) | 36:19,7     | 33.      |
| Wilfried Pallhuber                                              | 20 km egyéni          | 5 (0+2+1+2) | 57:33,2     | 50.      |
| Rene Laurent Vuillermoz                                         | 20 km egyéni          | 6 (2+1+1+2) | 1:00:00,7   | 72.      |
| Paolo Longo René Cattarinussi Devis Da Canal Wilfried Pallhuber | 4 × 7,5 km váltó      | 5+12        | 1:30:56,3   | 16.      |

Női
| Versenyző                                                | Versenyszám         | Lövőhiba      | Időeredmény   | Helyezés      |
| -------------------------------------------------------- | ------------------- | ------------- | ------------- | ------------- |
| Katja Haller                                             | 15 km egyéni        | 2 (2+0+0+0)   | 53:44,0       | 47.           |
| Siegrid Pallhuber                                        | 7,5 km sprint       | 4 (1+3)       | 26:20,9       | 68.           |
| Michela Ponza                                            | 7,5 km sprint       | 2 (0+2)       | 23:36,9       | 46.           |
| Michela Ponza                                            | 10 km üldözőverseny | 4 (0+1+2+1)   | 35:54,7       | 38.           |
| Michela Ponza                                            | 15 km egyéni        | 2 (1+0+1+0)   | 52:13,6       | 36.           |
| Nathalie Santer                                          | 7,5 km sprint       | 3 (1+2)       | 23:14,7       | 40.           |
| Nathalie Santer                                          | 15 km egyéni        | 7 (3+2+2+ – ) | nem ért célba | nem ért célba |
| Saskia Santer                                            | 7,5 km sprint       | 2 (2+0)       | 23:11,2       | 36.           |
| Saskia Santer                                            | 10 km üldözőverseny | 7 (1+2+2+2)   | 36:41,8       | 42.           |
| Saskia Santer                                            | 15 km egyéni        | 7 (2+2+2+1)   | 54:14,7       | 49.           |
| Michela Ponza Nathalie Santer Katja Haller Saskia Santer | 4 × 7,5 km váltó    | 2+9           | 1:34:03,7     | 11.           |

## Bob
Férfi
| Versenyző                                                              | Versenyszám | 1. futam | 1. futam | 2. futam | 2. futam | 3. futam | 3. futam | 4. futam | 4. futam | Összesítés | Összesítés |
| Versenyző                                                              | Versenyszám | Idő      | Hely.    | Idő      | Hely.    | Idő      | Hely.    | Idő      | Hely.    | Idő        | Helyezés   |
| ---------------------------------------------------------------------- | ----------- | -------- | -------- | -------- | -------- | -------- | -------- | -------- | -------- | ---------- | ---------- |
| Günther Huber Antonio Tartaglia                                        | Kettes      | 47,84    | 7.       | 47,88    | 8.       | 47,92    | 8.       | 48,00    | 9.       | 3:11,64    | 8.         |
| Cristian La Grassa Fabrizio Tosini                                     | Kettes      | 48,04    | 10.*     | 48,16    | 13.*     | 48,03    | 9.       | 48,37    | 20.      | 3:12,60    | 11.*       |
| Fabrizio Tosini Andrea Pais de Libera Massimiliano Rota Giona Cividino | Négyes      | 47,48    | 21.      | 47,40    | 20.      | 48,11    | 21.      | 47,97    | 15.      | 3:10,96    | 19.        |

Női
| Versenyző                               | Versenyszám | 1. futam | 1. futam | 2. futam | 2. futam | Összesítés | Összesítés |
| Versenyző                               | Versenyszám | Idő      | Hely.    | Idő      | Hely.    | Idő        | Helyezés   |
| --------------------------------------- | ----------- | -------- | -------- | -------- | -------- | ---------- | ---------- |
| Gerda Weissensteiner Antonella Bellutti | Kettes      | 49,66    | 8.       | 49,55    | 7.*      | 1:39,21    | 7.         |

* - egy másik csapattal azonos eredményt ért el

## Gyorskorcsolya
Férfi
| Versenyző          | Versenyszám | 1. futam | 1. futam | 2. futam      | 2. futam      | Eredmény | Helyezés |
| Versenyző          | Versenyszám | Idő      | Hely.    | Idő           | Hely.         | Eredmény | Helyezés |
| ------------------ | ----------- | -------- | -------- | ------------- | ------------- | -------- | -------- |
| Davide Carta       | 500 m       | 35,70    | 22.      | 35,69         | 29.           | 71,39    | 23.      |
| Davide Carta       | 1000 m      |          |          |               |               | 1:09,81  | 26.      |
| Stefano Donagrandi | 1500 m      |          |          |               |               | 1:47,72  | 24.      |
| Stefano Donagrandi | 5000 m      |          |          |               |               | 6:32,37  | 20.      |
| Enrico Fabris      | 1500 m      |          |          |               |               | 1:47,83  | 26.      |
| Enrico Fabris      | 5000 m      |          |          |               |               | 6:30,19  | 16.      |
| Dino Gillarduzzi   | 500 m       | 36,42    | 30.      | 36,27         | 33.           | 72,69    | 30.      |
| Dino Gillarduzzi   | 1000 m      |          |          |               |               | 1:10,96  | 36.      |
| Ermanno Ioriatti   | 500 m       | 36,30    | 28.      | nem ért célba | nem ért célba | kiesett  | kiesett  |
| Roberto Sighel     | 1500 m      |          |          |               |               | 1:48,40  | 31.      |
| Roberto Sighel     | 5000 m      |          |          |               |               | 6:25,11  | 7.       |
| Roberto Sighel     | 10 000 m    |          |          |               |               | 13:26,19 | 7.       |

Női
| Versenyző        | Versenyszám | 1. futam | 1. futam | 2. futam | 2. futam | Eredmény | Helyezés |
| Versenyző        | Versenyszám | Idő      | Hely.    | Idő      | Hely.    | Eredmény | Helyezés |
| ---------------- | ----------- | -------- | -------- | -------- | -------- | -------- | -------- |
| Nicola Mayr      | 1500 m      |          |          |          |          | 2:00,73  | 27.      |
| Nicola Mayr      | 3000 m      |          |          |          |          | 4:15,79  | 22.      |
| Chiara Simionato | 500 m       | 38,45    | 18.      | 38,47    | 15.      | 76,92    | 16.      |
| Chiara Simionato | 1000 m      |          |          |          |          | 1:14,86  | 10.      |
| Chiara Simionato | 1500 m      |          |          |          |          | 1:58,52  | 16.      |

## Műkorcsolya
| Versenyző                   | Versenyszám  | Rövid program     | Rövid program | Rövid program | Kűr               | Kűr     | Kűr         | Összesítés         | Összesítés |
| Versenyző                   | Versenyszám  | Több. hely. száma | Hely.         | Hely. pont.   | Több. hely. száma | Hely.   | Hely. pont. | Helyezési pontszám | Helyezés   |
| --------------------------- | ------------ | ----------------- | ------------- | ------------- | ----------------- | ------- | ----------- | ------------------ | ---------- |
| Angelo Dolfini              | Férfi egyéni | 5×24+             | 26.           | 13,0          | kiesett           | kiesett | kiesett     | kiesett            | kiesett    |
| Silvia Fontana              | Női egyéni   | 6×10+             | 11.           | 5,5           | 5×12+             | 12.     | 12,0        | 17,5               | 10.        |
| Vanessa Giunchi             | Női egyéni   | 6×20+             | 21.           | 10,5          | 8×20+             | 20.     | 20,0        | 30,5               | 20.        |
| Michela Cobisi Ruben De Prà | Páros        | 5×18+             | 19.           | 9,5           | 9×19+             | 19.     | 19,0        | 28,5               | 19.        |

| Versenyző                             | Versenyszám | Kötelező tánc 1   | Kötelező tánc 1 | Kötelező tánc 1 | Kötelező tánc 2   | Kötelező tánc 2 | Kötelező tánc 2 | Eredeti (original) tánc | Eredeti (original) tánc | Eredeti (original) tánc | Kűr               | Kűr   | Kűr         | Összesítés         | Összesítés |
| Versenyző                             | Versenyszám | Több. hely. száma | Hely.           | Hely. pont.     | Több. hely. száma | Hely.           | Hely. pont.     | Több. hely. száma       | Hely.                   | Hely. pont.             | Több. hely. száma | Hely. | Hely. pont. | Helyezési pontszám | Helyezés   |
| ------------------------------------- | ----------- | ----------------- | --------------- | --------------- | ----------------- | --------------- | --------------- | ----------------------- | ----------------------- | ----------------------- | ----------------- | ----- | ----------- | ------------------ | ---------- |
| Barbara Fusar Poli Maurizio Margaglio | Jégtánc     | 7×3+              | 3.              | 0,6             | 8×3+              | 3.              | 0,6             | 6×3+                    | 3.                      | 1,8                     | 5×3+              | 3.    | 3,0         | 6,0                |            |
| Federica Faiella Massimo Scali        | Jégtánc     | 6×18+             | 18.             | 3,6             | 7×18+             | 18.             | 3,6             | 5×17+                   | 17.                     | 10,2                    | 9×18+             | 18.   | 18,0        | 35,4               | 18.        |

## Rövidpályás gyorskorcsolya
Férfi
| Versenyző                                                                          | Versenyszám  | Előfutam | Előfutam | Negyeddöntő | Negyeddöntő | Elődöntő | Elődöntő | B döntő  | B döntő | Döntő    | Döntő   | Helyezés |
| Versenyző                                                                          | Versenyszám  | Idő      | Hely.    | Idő         | Hely.       | Idő      | Hely.    | Idő      | Hely.   | Idő      | Hely.   | Helyezés |
| ---------------------------------------------------------------------------------- | ------------ | -------- | -------- | ----------- | ----------- | -------- | -------- | -------- | ------- | -------- | ------- | -------- |
| Fabio Carta                                                                        | 500 m        | 43,787   | 1.       | 43,113      | 3.          | kiesett  | kiesett  | kiesett  | kiesett | kiesett  | kiesett | 9.       |
| Fabio Carta                                                                        | 1000 m       | 1:28,520 | 1.       | 1:28,186    | 1.          | 1:27,492 | 3.       | 1:35,589 | 2.      |          |         | 6.       |
| Fabio Carta                                                                        | 1500 m       | 2:26,644 | 1.       |             |             | 2:25,072 | 1.       |          |         | 2:18,947 | 4.      | 4.       |
| Nicola Franceschina                                                                | 500 m        | 42,876   | 1.       | kizárták    | kizárták    | kiesett  | kiesett  | kiesett  | kiesett | kiesett  | kiesett | 12.      |
| Nicola Rodigari                                                                    | 1000 m       | 1:30,991 | 2.       | 1:27,578    | 3.          | kiesett  | kiesett  | kiesett  | kiesett | kiesett  | kiesett | 13.      |
| Nicola Rodigari                                                                    | 1500 m       | 2:19,067 | 2.       |             |             | 2:53,907 | 5.       | kiesett  | kiesett | kiesett  | kiesett | 14.      |
| Nicola Franceschina Nicola Rodigari Fabio Carta Maurizio Carnino Michele Antonioli | 5000 m váltó |          |          |             |             | 7:10,787 | 2.       |          |         | 6:56,327 | 2.      |          |

Női
| Versenyző                                                              | Versenyszám  | Előfutam | Előfutam | Negyeddöntő | Negyeddöntő | Elődöntő | Elődöntő | B döntő  | B döntő | Döntő   | Döntő   | Helyezés |
| Versenyző                                                              | Versenyszám  | Idő      | Hely.    | Idő         | Hely.       | Idő      | Hely.    | Idő      | Hely.   | Idő     | Hely.   | Helyezés |
| ---------------------------------------------------------------------- | ------------ | -------- | -------- | ----------- | ----------- | -------- | -------- | -------- | ------- | ------- | ------- | -------- |
| Marta Capurso                                                          | 500 m        | 46,313   | 1.       | 45,137      | 3.          | kiesett  | kiesett  | kiesett  | kiesett | kiesett | kiesett | 11.      |
| Mara Zini                                                              | 500 m        | 45,556   | 2.       | 44,876      | 2.          | 44,531   | 4.       | 45,494   | 3.      |         |         | 8.       |
| Mara Zini                                                              | 1000 m       | 1:33,697 | 2.       | 1:33,880    | 3.          | kiesett  | kiesett  | kiesett  | kiesett | kiesett | kiesett | 11.      |
| Mara Zini                                                              | 1500 m       | 2:27,553 | 2.       |             |             | 2:32,899 | 4.       | 2:32,513 | 4.      |         |         | 9.       |
| Marta Capurso Mara Zini Evelina Rodigari Marinella Canclini Katia Zini | 3000 m váltó |          |          |             |             | 4:18,131 | 3.       | 4:20,014 | 1.      |         |         | 5.       |

## Síakrobatika
Mogul
| Versenyző    | Versenyszám | Selejtező | Selejtező | Döntő   | Döntő    |
| Versenyző    | Versenyszám | Pont      | Helyezés  | Pont    | Helyezés |
| ------------ | ----------- | --------- | --------- | ------- | -------- |
| Simone Galli | Férfi       | 21,01     | 25.       | kiesett | kiesett  |

## Sífutás
Férfi
| Versenyző                                                       | Versenyszám     | Selejtező | Selejtező | Negyeddöntő | Negyeddöntő | Elődöntő | Elődöntő | B döntő | B döntő | Döntő     | Döntő    |
| Versenyző                                                       | Versenyszám     | Idő       | Hely.     | Idő         | Hely.       | Idő      | Hely.    | Idő     | Hely.   | Idő       | Helyezés |
| --------------------------------------------------------------- | --------------- | --------- | --------- | ----------- | ----------- | -------- | -------- | ------- | ------- | --------- | -------- |
| Pietro Piller Cottrer                                           | 30 km           |           |           |             |             |          |          |         |         | 1:11:42,8 | 4.       |
| Giorgio Di Centa                                                | 15 km           |           |           |             |             |          |          |         |         | 40:22,6   | 35.      |
| Giorgio Di Centa                                                | 50 km           |           |           |             |             |          |          |         |         | 2:12:59,6 | 11.      |
| Silvio Fauner                                                   | Sprint          | 2:51,51   | 7.        | 2:53,9      | 4.          | kiesett  | kiesett  | kiesett | kiesett | kiesett   | 14.      |
| Silvio Fauner                                                   | 30 km           |           |           |             |             |          |          |         |         | 1:19:43,9 | 51.      |
| Fabio Maj                                                       | 30 km           |           |           |             |             |          |          |         |         | 1:13:43,5 | 13.      |
| Fabio Maj                                                       | 50 km           |           |           |             |             |          |          |         |         | 2:14:32,4 | 14.      |
| Fabio Santus                                                    | 50 km           |           |           |             |             |          |          |         |         | 2:17:41,4 | 26.      |
| Cristian Saracco                                                | 15 km           |           |           |             |             |          |          |         |         | 39:48,4   | 28.      |
| Freddy Schwienbacher                                            | Sprint          | 2:53,03   | 11.       | 2:57,7      | 2.          | 3:00,2   | 3.       | 2:56,1  | 1.      |           | 5.       |
| Freddy Schwienbacher                                            | 15 km           |           |           |             |             |          |          |         |         | 39:44,9   | 26.      |
| Fulvio Valbusa                                                  | Sprint          | 2:57,60   | 28.       | kiesett     | kiesett     | kiesett  | kiesett  | kiesett | kiesett | kiesett   | 27.      |
| Fulvio Valbusa                                                  | 15 km           |           |           |             |             |          |          |         |         | 39:50,6   | 31.      |
| Cristian Zorzi                                                  | Sprint          | 2:50,34   | 2.        | 2:52,1      | 2.          | 2:59,9   | 1.       |         |         | 2:57,2    |          |
| Cristian Zorzi                                                  | 30 km           |           |           |             |             |          |          |         |         | 1:13:10,0 | 9.       |
| Fabio Maj Giorgio Di Centa Pietro Piller Cottrer Cristian Zorzi | 4 × 10 km váltó |           |           |             |             |          |          |         |         | 1:32:45,8 |          |

| Versenyző             | Versenyszám              | 10 km klasszikus | 10 km klasszikus | 10 km szabad | 10 km szabad | Helyezés |
| Versenyző             | Versenyszám              | Idő              | Hely.            | Időhátrány   | Idő          | Helyezés |
| --------------------- | ------------------------ | ---------------- | ---------------- | ------------ | ------------ | -------- |
| Pietro Piller Cottrer | 10 + 10 km üldözőverseny | 27:06,2          | 22.              | +0:59        | 23:54,2      | 6.       |
| Giorgio Di Centa      | 10 + 10 km üldözőverseny | 26:30,9          | 3.               | +0:23        | 23:46,8      | 4.       |
| Fabio Maj             | 10 + 10 km üldözőverseny | 27:16,4          | 26.              | +1:09        | 24:43,8      | 20.      |
| Fulvio Valbusa        | 10 + 10 km üldözőverseny | 27:30,6          | 30.              | +1:23        | 24:42,7      | 18.      |

Női
| Versenyző                                                         | Versenyszám    | Selejtező | Selejtező | Negyeddöntő | Negyeddöntő | Elődöntő | Elődöntő | B döntő | B döntő | Döntő     | Döntő    |
| Versenyző                                                         | Versenyszám    | Idő       | Hely.     | Idő         | Hely.       | Idő      | Hely.    | Idő     | Hely.   | Idő       | Helyezés |
| ----------------------------------------------------------------- | -------------- | --------- | --------- | ----------- | ----------- | -------- | -------- | ------- | ------- | --------- | -------- |
| Stefania Belmondo                                                 | 10 km          |           |           |             |             |          |          |         |         | 28:45,8   |          |
| Stefania Belmondo                                                 | 15 km          |           |           |             |             |          |          |         |         | 39:54,4   |          |
| Stefania Belmondo                                                 | 30 km          |           |           |             |             |          |          |         |         | 1:31:01,6 |          |
| Karin Moroder                                                     | Sprint         | 3:21,92   | 26.       | kiesett     | kiesett     | kiesett  | kiesett  | kiesett | kiesett | kiesett   | 26.      |
| Antonella Confortola-Wyatt                                        | 10 km          |           |           |             |             |          |          |         |         | 30:42,2   | 34.      |
| Antonella Confortola-Wyatt                                        | 15 km          |           |           |             |             |          |          |         |         | 41:57,8   | 16.      |
| Antonella Confortola-Wyatt                                        | 30 km          |           |           |             |             |          |          |         |         | 1:37:47,4 | 19.*     |
| Magda Genuin                                                      | Sprint         | 3:20,28   | 22.       | kiesett     | kiesett     | kiesett  | kiesett  | kiesett | kiesett | kiesett   | 22.      |
| Marianna Longa                                                    | 10 km          |           |           |             |             |          |          |         |         | 30:04,0   | 20.      |
| Marianna Longa                                                    | 30 km          |           |           |             |             |          |          |         |         | 1:44:02,5 | 33.      |
| Sabina Valbusa                                                    | Sprint         | 3:19,22   | 17.       | kiesett     | kiesett     | kiesett  | kiesett  | kiesett | kiesett | kiesett   | 17.      |
| Sabina Valbusa                                                    | 15 km          |           |           |             |             |          |          |         |         | 40:48,3   | 10.      |
| Cristina Paluselli                                                | 10 km          |           |           |             |             |          |          |         |         | 30:59,4   | 39.      |
| Gabriella Paruzzi                                                 | Sprint         | 3:16,11   | 8.        | 3:16,2      | 2.          | 3:25,3   | 3.       | 3:26,1  | 4.      |           | 8.       |
| Gabriella Paruzzi                                                 | 15 km          |           |           |             |             |          |          |         |         | 40:25,7   | 6.       |
| Gabriella Paruzzi                                                 | 30 km          |           |           |             |             |          |          |         |         | 1:30:57,1 |          |
| Marianna Longa Gabriella Paruzzi Sabina Valbusa Stefania Belmondo | 4 × 5 km váltó |           |           |             |             |          |          |         |         | 50:38,6   | 6.       |

| Versenyző          | Versenyszám            | 5 km klasszikus | 5 km klasszikus | 5 km szabad | 5 km szabad | Helyezés |
| Versenyző          | Versenyszám            | Idő             | Hely.           | Időhátrány  | Idő         | Helyezés |
| ------------------ | ---------------------- | --------------- | --------------- | ----------- | ----------- | -------- |
| Stefania Belmondo  | 5 + 5 km üldözőverseny | 13:50,4         | 17.             | +0:51       | 12:37,1     | 11.      |
| Cristina Paluselli | 5 + 5 km üldözőverseny | 14:36,5         | 53.             | kiesett     | kiesett     | kiesett  |
| Gabriella Paruzzi  | 5 + 5 km üldözőverseny | 13:33,9         | 8.              | +0:35       | 12:20,4     | 8.       |
| Sabina Valbusa     | 5 + 5 km üldözőverseny | 13:41,9         | 10.             | +0:43       | 12:23,9     | 9.       |

## Síugrás
| Versenyző     | Versenyszám | Selejtező | Selejtező | 1. ugrás | 1. ugrás | 2. ugrás | 2. ugrás | Összesítés | Összesítés |
| Versenyző     | Versenyszám | Pont      | Hely.     | Pont     | Hely.    | Pont     | Hely.    | Pont       | Helyezés   |
| ------------- | ----------- | --------- | --------- | -------- | -------- | -------- | -------- | ---------- | ---------- |
| Roberto Cecon | Normálsánc  |           |           | 117,0    | 18.*     | 116,0    | 20.      | 233,0      | 19.        |
| Roberto Cecon | Nagysánc    |           |           | 113,0    | 23.      | 112,6    | 15.      | 225,6      | 19.        |

* - egy másik versenyzővel azonos eredményt ért el

## Snowboard
Halfpipe
| Versenyző           | Versenyszám | 1. selejtező | 1. selejtező | 2. selejtező | 2. selejtező | Döntő      | Döntő      | Döntő   | Helyezés |
| Versenyző           | Versenyszám | Pont         | Hely.        | Pont         | Hely.        | 1. forduló | 2. forduló | Hely.   | Helyezés |
| ------------------- | ----------- | ------------ | ------------ | ------------ | ------------ | ---------- | ---------- | ------- | -------- |
| Giacomo Kratter     | Férfi       | 39,8         | 4.           |              |              | 34,9       | 42,0       | 4.      | 4.       |
| Alessandra Pescosta | Női         | 16,7         | 20.          | 27,4         | 10.          | kiesett    | kiesett    | kiesett | 16.      |

Parallel giant slalom
| Versenyző                 | Versenyszám | Selejtező | Selejtező | Nyolcaddöntő                     | Negyeddöntő                       | Elődöntő                  | Döntő                                               | Helyezés |
| Versenyző                 | Versenyszám | Idő       | Hely.     | Ellenfél Eredmény                | Ellenfél Eredmény                 | Ellenfél Eredmény         | Ellenfél Eredmény                                   | Helyezés |
| ------------------------- | ----------- | --------- | --------- | -------------------------------- | --------------------------------- | ------------------------- | --------------------------------------------------- | -------- |
| Walter Feichter           | Férfi       | 37,33     | 14.       | Daniel Biveson (SWE) · 0,00*     | Chris Klug (USA) · +1,03          | kiesett                   | kiesett                                             | 8.       |
| Roland Fischnaller        | Férfi       | 37,70     | 19.       | kiesett                          | kiesett                           | kiesett                   | kiesett                                             | 19.      |
| Kurt Niederstätter        | Férfi       | 38,22     | 22.       | kiesett                          | kiesett                           | kiesett                   | kiesett                                             | 22.      |
| Simone Salvati            | Férfi       | kizárták  | kizárták  | kiesett                          | kiesett                           | kiesett                   | kiesett                                             | kiesett  |
| Isabella Dal Balcon       | Női         | 42,26     | 6.        | Katharina Himmler (GER) · -0,23  | Lidia Trettel (ITA) · +3,59       | kiesett                   | kiesett                                             | 7.       |
| Dagi Mair unter der Eggen | Női         | 42,32     | 8.        | Jagna Marczułajtis (POL) · +0,61 | kiesett                           | kiesett                   | kiesett                                             | 9.       |
| Marion Posch              | Női         | 42,59     | 12.       | Julie Pomagalski (FRA) · +1,13   | kiesett                           | kiesett                   | kiesett                                             | 12.      |
| Lidia Trettel             | Női         | 41,94     | 3.        | Jana Šedová (SVK) · -2,11        | Isabella Dal Balcon (ITA) · -3,59 | Karine Ruby (FRA) · +0,15 | Bronzmérkőzés · Jagna Marczułajtis (POL) · kizárták |          |

* - a második futamot az olasz versenyző nyerte meg, ezért az olasz versenyző jutott tovább.

## Szánkó
| Versenyző                                 | Versenyszám | 1. futam | 1. futam | 2. futam | 2. futam | 3. futam | 3. futam | 4. futam | 4. futam | Összesítés | Összesítés |
| Versenyző                                 | Versenyszám | Idő      | Hely.    | Idő      | Hely.    | Idő      | Hely.    | Idő      | Hely.    | Idő        | Helyezés   |
| ----------------------------------------- | ----------- | -------- | -------- | -------- | -------- | -------- | -------- | -------- | -------- | ---------- | ---------- |
| Wilfried Huber                            | Férfi egyes | 44,851   | 9.       | 44,814   | 8.       | 44,611   | 10.      | 45,043   | 12.      | 2:59,319   | 9.         |
| Reinhold Rainer                           | Férfi egyes | 44,927   | 11.      | 44,801   | 7.       | 44,814   | 19.      | 45,212   | 20.      | 2:59,754   | 12.        |
| Armin Zöggeler                            | Férfi egyes | 44,546   | 1.       | 44,521   | 2.       | 44,296   | 2.       | 44,578   | 1.       | 2:57,941   |            |
| Natalie Obkircher                         | Női egyes   | 44,632   | 25.      | 43,657   | 9.       | 43,905   | 16.      | 43,533   | 7.       | 2:55,727   | 17.        |
| Waltraud Schiefer                         | Női egyes   | 44,209   | 20.      | 43,798   | 15.      | 43,879   | 15.      | 43,830   | 16.      | 2:55,716   | 16.        |
| Maria Feichter                            | Női egyes   | 44,042   | 17.      | 43,999   | 20.      | 44,050   | 22.      | 44,359   | 25.      | 2:56,450   | 22.        |
| Christian Oberstolz Patrick Gruber        | Kettes      | 45,882   | 18.      | 43,421   | 9.       |          |          |          |          | 1:29,303   | 17.        |
| Gerhard Plankensteiner Oswald Haselrieder | Kettes      | 43,278   | 7.       | 43,338   | 7.       |          |          |          |          | 1:26,616   | 7.         |

## Szkeleton
| Versenyző        | Versenyszám | 1. futam | 1. futam | 2. futam | 2. futam | Összesítés | Összesítés |
| Versenyző        | Versenyszám | Idő      | Hely.    | Idő      | Hely.    | Idő        | Helyezés   |
| ---------------- | ----------- | -------- | -------- | -------- | -------- | ---------- | ---------- |
| Christian Steger | Férfi       | 52,25    | 20.      | 52,15    | 19.      | 1:44,40    | 19.        |
| Dany Locati      | Női         | 53,19    | 9.       | 53,46    | 9.       | 1:46,65    | 9.         |